# Yoann Etienne
Yoann Etienne (Parijs, 19 mei 1997) is een Frans voetballer die onder contract ligt bij AS Monaco. Etienne is een verdediger.

## Biografie
Etienne, een Fransman met Haïtiaanse roots, vervoegde in 2014 de jeugdopleiding van AS Monaco. Etienne was tussen 2016 en 2018 een vaste klant bij AS Monaco B, het tweede elftal van de club dat uitkomt in de Franse vierde klasse. Op 6 april 2018 ondertekende Etienne een profcontract van drie jaar bij de achtvoudige Franse landskampioen. Enkele maanden later leende Monaco hem uit aan Cercle Brugge, de club waarmee het een samenwerkingsverband heeft. Etienne was er een seizoen lang een vaste waarde.

## Statistieken
| Seizoen        | Club            | Land            | Competitie      | Competitie | Competitie | Beker | Beker | Internationaal | Internationaal | Totaal | Totaal |
| Seizoen        | Club            | Land            | Competitie      | Wed.       | Dlp.       | Wed.  | Dlp.  | Wed.           | Dlp.           | Wed.   | Dlp.   |
| -------------- | --------------- | --------------- | --------------- | ---------- | ---------- | ----- | ----- | -------------- | -------------- | ------ | ------ |
| 2018/19        | AS Monaco       | Vlag van Monaco | Ligue 1         | 0          | 0          | 0     | 0     | 0              | 0              | 0      | 0      |
| 2018/19        | → Cercle Brugge | Vlag van België | Eerste klasse A | 31         | 0          | 0     | 0     | —              | —              | 31     | 0      |
| 2019/20        | AS Monaco       | Vlag van Monaco | Ligue 1         | 0          | 0          | 0     | 0     | 0              | 0              | 0      | 0      |
| Carrièretotaal | Carrièretotaal  | Carrièretotaal  | Carrièretotaal  | 31         | 0          | 0     | 0     | 0              | 0              | 31     | 0      |

Bijgewerkt op 31 december 2018.
1 Majecki ·
2 Vanderson ·
4 Teze ·
5 Kehrer ·
6 Zakaria  ·
7 Ben Seghir ·
8 Matazo ·
9 Balogun ·
10 Golovin ·
11 Akliouche ·
12 Henrique ·
13 Mawissa ·
15 Camara ·
16 Köhn ·
17 Singo ·
18 Minamino ·
20 Ouattara ·
21 Ilenikhena ·
22 Salisu ·
27 Diatta ·
36 Embolo ·
37 Diop ·
50 Lienard ·
88 Magassa ·
Coach: Hütter
· Assistent-coach: Perrinelle